# Anthyllis dalmatica
Anthyllis dalmatica, biljna vrsta iz Hrvatske iz porodice mahunarki.

## Opis
A. dalmatica opisana i ilustrirana 2023. kao nova vrsta u Systematic Botany. Pripada kompleksu vrsta A. vulneraria (Fabaceae), slabo istraženoj i kritičnoj taksonomskoj skupini za euroazijsku vaskularnu floru. Nova je vrsta ograničeni endem planinskog pojasa planine Mosor u srednjoj Dalmaciji, gdje raste na vapnenačkim kamenjarima. Anthyllis dalmatica morfološki je blisko srodan talijanskom endemu A. apennina, koji se javlja u središnjim Apeninima, od kojeg se razlikuje po manje širokoj čašci, nižem omjeru standardne duljine i širine grana, širem standardu i boji vjenčića i čaške u vrijeme cvatnje, koji su tamnožuti. Na temelju dosadašnjih saznanja predlaženo je da se A. dalmatica uvrsti u kategoriju kritično ugrožena (CR) prema IUCN kriterijima. Kako bi se promicalo njegovo prepoznavanje i očuvanje, također se predlaže novi ključ svojti koje pripadaju kompleksu vrsta A. vulneraria iz Hrvatske.